# 田口美貴夫
田口 美貴夫（たぐち みきお、1940年 -2005年2月）は、日本のエアラインの元パイロット・機長、エッセイスト。
1963年航空大学校卒業、日本航空に入社、民間航空機のパイロット、機長、操縦訓練の教官を務める。日本国政府専用機が運航される前、天皇皇后、皇太子、海部首相などのVIPフライトを担当した経験を持つ。2003年1月に最後のフライト。飛行距離700万マイル超。パイロットとして操縦した飛行機はDC-6B、ボーイング727、DC-8、ボーイング747など。

## 著書
- 『機長の一万日 コックピットの恐さと快感!』講談社　1998年　ISBN 4061542397
- 『機長の700万マイル 翼は語る』講談社　1999年　ISBN 4061542486
- 『機長のライセンス 読めばあなたも名機長』講談社　2002年　ISBN 4061542664
- 『機長の700万マイル ジャンボ・ジェットの不思議に迫る』講談社＋α文庫　2003年　ISBN 4062567601
- 『機長の一万日 コックピットの恐さと快感！』講談社＋α文庫　2001年　ISBN 4062565579
- 『機長の三万フィート グレート・キャプテンへのライセンス』講談社＋α文庫　2004年　ISBN 4062568772